# Jitrocel černavý

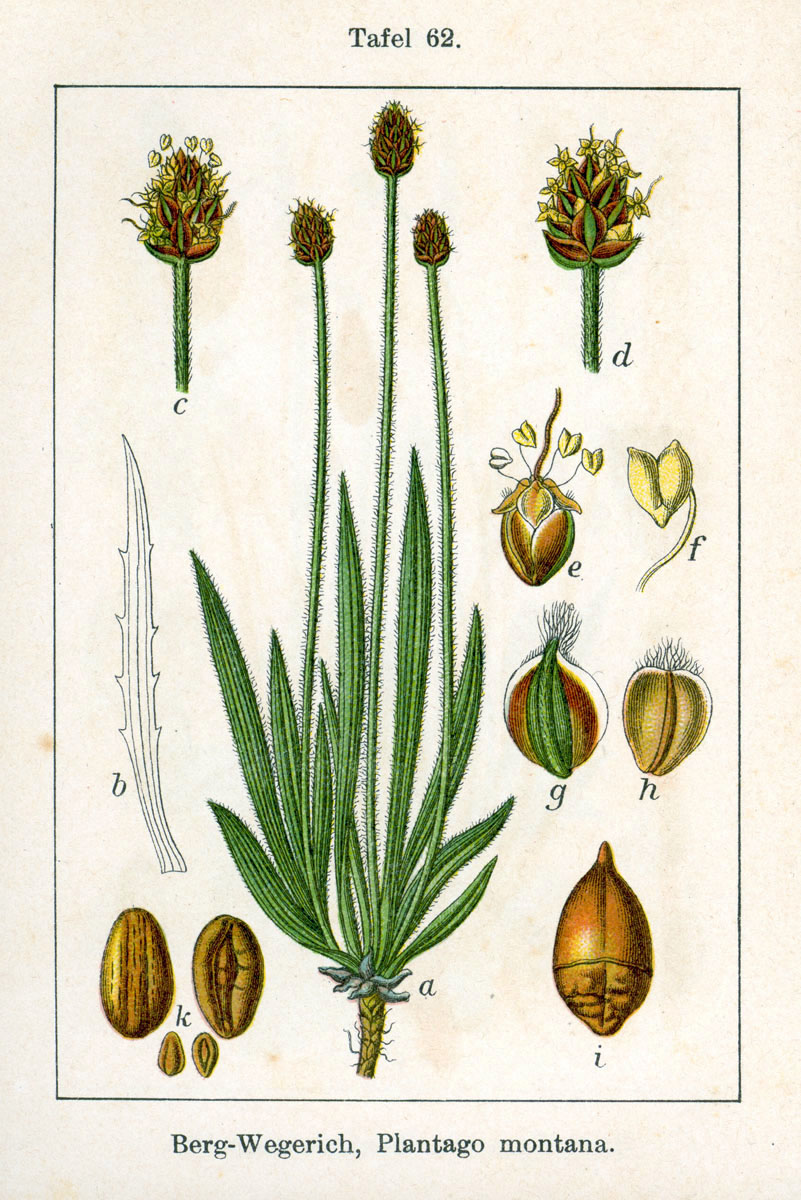
Jitrocel černavý

Jitrocel černavý (Plantago atrata) je vytrvalá bylina, jeden z mnoha druhů rodu jitrocel. Je považována za horskou rostlinu, vyskytuje se hlavně ve vyšších nadmořských výškách od 1200 do 3000 m.

## Rozšíření
Vyrůstá v několika poddruzích v pohořích v jihozápadní, jižní, střední a východní části Evropy, od Španělska přes Francii, Německo, Švýcarsko, Itálii, Rakousko, Českou republiku, Slovensko, Polsko, Rumunsko, Balkánský poloostrov a dále přes ukrajinské Karpaty a Malou Asii až po Kavkaz.

## Popis
Sušením černající trvalka rostoucí na kamenitých travnatých plochách, někdy v čisté kamenité drti a jindy v humózní půdě s vápenitým podložím. Rostlina má víceré listové růžice vyrůstající z krátkého a někdy rozvětveného oddenku. Listy v růžici jsou poléhavé, úzce kopinaté, nejvýše 15 cm dlouhé, po obvodě nepravidelně oddáleně zubaté nebo celokrajné a mají 3 až 5 na spodu vystouplých žilek.
Na 5 až 20 cm vysokých stvolech rostou v hustých vejčitých nebo kulovitých klasech drobné čtyřčetné květy. Jejich kalich má volné nahnědlé cípy, stejnou barvu má i trubkovitá koruna. Z koruny ven ční čtyři nažloutlé tyčinky se světle žlutými prašníky. Květy rozkvétající v červenci a srpnu jsou opylovány cizosprašně větrem. Tobolka je podlouhlá, vejčitá a obsahuje obvykle dvě podlouhlá semena s vrásčitým povrchem.

## Taxonomie
Někteří botanici rozdělují jitrocel černavý do poddruhů které se od sebe drobně morfologicky odlišují:
- Plantago atrata Hoppe subsp. atrata – Pyreneje, Alpy Ardeny, Jura, Vogézy, Apeniny, Balkán
- Plantago atrata Hoppe subsp. carpatica (Soó) Soó – Karpaty
- Plantago atrata Hoppe subsp. discolor (Gand.) M. Laínz – Pyreneje
- Plantago atrata Hoppe subsp. fuscescens (Jord.) Pilg. – Alpy, Jura, Apeniny
- Plantago atrata Hoppe subsp. graeca (Halácsy) Holub – Balkán
- Plantago atrata Hoppe subsp. holosericea (Roem. & Schult.) Holub – Alpy, Ardeny, Jura, Vogézy
- Plantago atrata Hoppe subsp. spadicea Pilg. – Karpaty, Malá Asie, Kavkaz
- jitrocel černavý sudetský (Plantago atrata Hoppe subsp. sudetica) (Pilg.) Holub – Hrubý Jeseník[4][5]

## Ohrožení
Jitrocel černavý sudetský, jediný poddruh rostoucí v české přírodě, je endemit vyskytující se pouze v Hrubém Jeseníku. Nachází se na nevelké lokalitě a hrozí jeho případné vymizení, je proto pokládán za kriticky ohroženou rostlinu. Takto je hodnocen v "Seznamu zvláště chráněných druhů rostlin" dle vyhlášky Ministerstva životního prostředí ČR č. 395/1992 Sb." (§1) i v "Červeném seznamu cévnatých rostlin ČR z roku 2012" (C1). 